# IMS International Metal Service
IMS International Metal Service SA ist ein ehemaliger börsennotierter Stahlhändler mit Sitz in Nanterre bei Paris (Frankreich). Das Unternehmen ist 2010 mit dem Konkurrenten Jacquet Metals zu Jacquet Metal Service verschmolzen worden; die Marke IMS lebt als IMS group innerhalb Jacquet Metal Service fort.

## Aktivitäten und Kennzahlen
IMS war mit ca. 2.000 Mitarbeitern in 27 Filialen in 17 europäischen Ländern im Handel mit Spezial- und Edelstahl im Bereich der hochfesten und hochverschleißfesten Stähle, der rost-, säure- und hitzebeständigen Stähle und der Baustähle tätig. Der Absatz 2009 betrug 390.000 t mit einem Umsatz von Euro 727 Mio. (EUR 1,4 Mrd. im Vorjahr).
In Deutschland war IMS über die Tochter Stappert Spezial-Stahl Handel GmbH in Düsseldorf vertreten. Stappert wirkte als sog. Hub für die Aktivitäten der Gruppe in Skandinavien und Osteuropa. Stappert führte zudem die Tochter Hoselmann Stahl GmbH Handel und Anarbeitung in Hannover. Die deutschen Töchter trugen 2008 ca. 21 % zum Gesamtumsatz der Gruppe bei.

## Geschichte
Die Gruppe entstand ab 1970 aus den Vertriebsaktivitäten des ehemaligen französischen Stahlherstellers Creusot-Loire. 1979 wurde der deutsche Stahlhändler Stappert erworben. Seit 1980 firmiert die Gruppe unter dem Namen International Metal Service und wurde 1987 an die Börse gebracht. 2004 verkaufte die Nachfolgegesellschaft von Creusot-Loire, Arcelor, seine verbleibende Beteiligung an die Private-Equity-Gesellschaft Chequers Capital, die das Unternehmen von der Börse nahm. 2006 erfolgte der erneute Börsengang.
Ab Herbst 2008 kaufte der ebenfalls börsennotierte, aber sehr viel kleinere Konkurrent Jacquet Metals über die Börse eine Beteiligung von knapp 33 % an IMS auf. Am 3. Februar 2010 kündigte Jacquet Metals ein feindliches Übernahmeangebot in Form eines Aktientausches für IMS an,
welches von IMS zunächst abgelehnt wurde; im März einigten sich beide Parteien jedoch einvernehmlich auf eine Verschmelzung beider Unternehmen.